# Тюльден, Теодор ван
Теодор ван Тюльден (нидерл. Theodoor van Thulden, 9 августа 1606, Хертогенбос — 12 июля 1669, Хертогенбос) — фламандский живописец, рисовальщик и гравёр, сотрудник Питера Пауля Рубенса в Антверпене, под влиянием которого формировался его индивидуальный стиль.

## Биография
Теодор ван Тюльден родился в Хертогенбосе, Северный Брабант. Его отец Якоб Герритс ван Тюльден (1575—1630) был ювелиром, серебряных дел мастером, но зарабатывал на жизнь торговлей тканями. Его мать Хейлтье Дирксдр (Хейлке) ван Мёрс была дочерью ювелира Дирка Артса ван Мёрса.
Теодор ван Тюльден был старшим из девяти детей. У него было семь братьев и сестра. Его старший брат Арну (1608—1681) стал нотариусом. Второй брат Герарт (1612—?) был военным. Его третий брат Петер (1614—1670) стал монахом-бенедиктинцем. Его четвёртый брат Франсуа (1617—1669/1673) — художник. Сестра Аннекен (?—1670) осталась незамужней. Брат Хендрик (1619—?) умер молодым. Младшие братья Хендрик (1621—1679) и Иоаннес (1627—1668) были монахами и пасторами.
В возрасте пятнадцати лет Ван Тюльден покинул родительский дом в Хертогенбосе и перебрался в в Антверпен. В 1626 году стал мастером Гильдии Святого Луки, с 1631 по 1633 год работал в Париже и Гааге, в 1634 году вернулся в Антверпен, где часто помогал Рубенсу. В 1640 году отправился в родной Северный Брабант, где выиграл конкурс на право создавать живописные политические аллегории по заданию городского совета Хертогенбоса.
24 июля 1635 года Теодор женился на Марии ван Бален, дочери Хендрика ван Балена Старшего и крестнице Питера Пауля Рубенса; в июне 1655 года стал опекуном Хендрика ван Балена Младшего.
Теодор ван Тюльден писал портреты, картины аллегорического и исторического содержания, сцены обыденной жизни (в частности, деревенские праздники и свадьбы).
Главные произведения ван Тюльдена — алтарный образ Святого Матюрена и Варвары в парижской базилике Сен-Матюрен-де-Ларшан, декорации триумфальных ворот, воздвигнутых по проектам Рубенса в Антверпене к торжественной встрече кардинала-инфанта Альбрехта (Королевский музей изящных искусств в Антверпене), картина «Саломея с головой св. Иоанна Крестителя» (Коллекция Лихтенштейнов в Вене), «Явление воскресшего Христа Марии Магдалине» (Лувре, Париж), «Мучение св. Адриана» (церковь Святого Михаила в Генте), «Христос, встречающий Деву Марию на небесах» (церковь иезуитов в Брюгге), «Триумф Галатеи» (Берлинская картинная галерея), «Фламандская свадьба» (Королевские музеи изящных искусств (Бельгия)) и «Время спасает Истину» (Эрмитаж, Санкт-Петербург).
Теодор ван Тюльден много гравировал по рисункам Рубенса, в том числе по его проектам триумфальных сооружений, а также по живописным оригиналам Никколо дель Аббате в замке Фонтенбло.

## Галерея

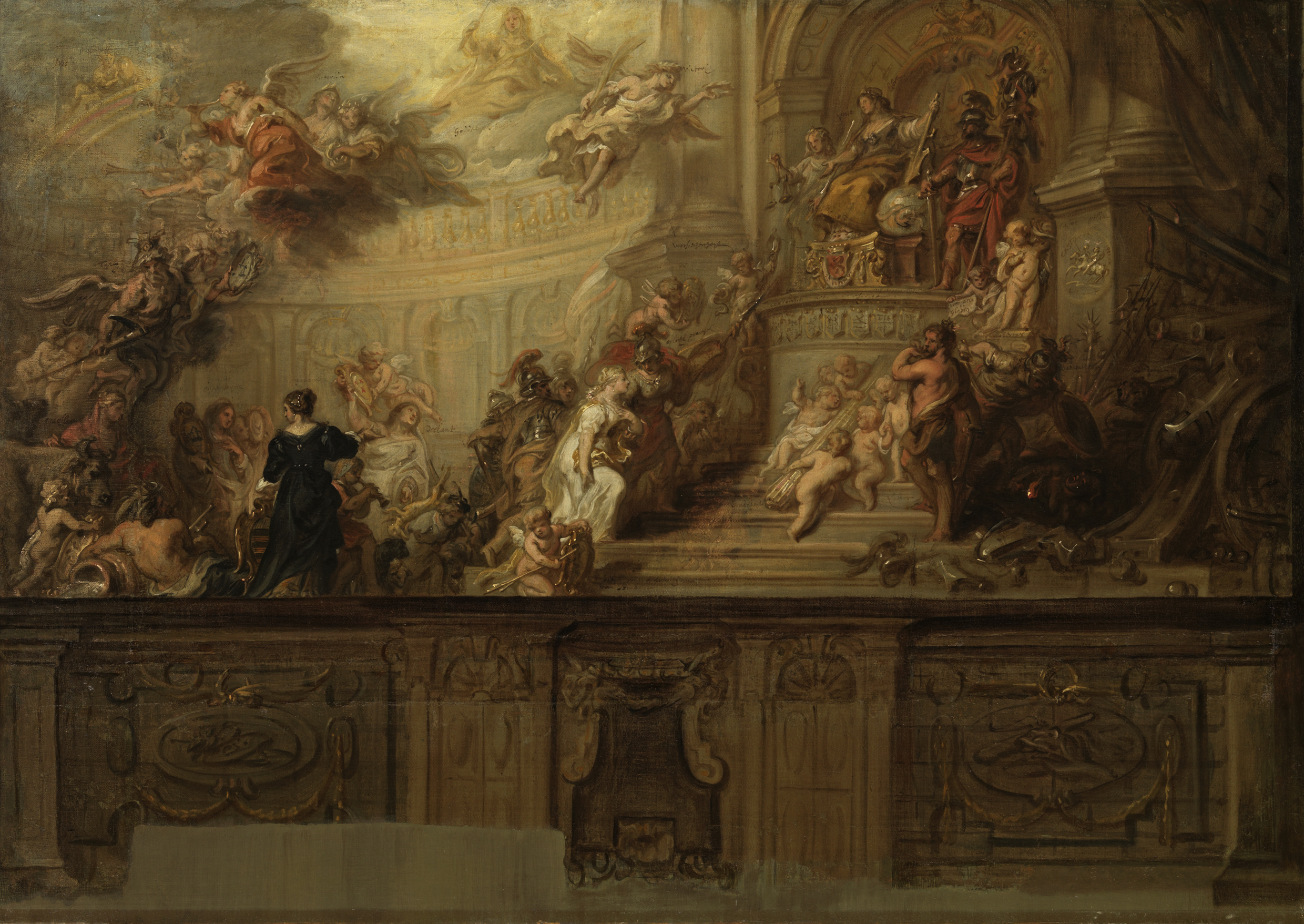
Аллегория вступления Хертогенбоса в Союз. Ок. 1646. Холст, масло. Академия изобразительных искусств, Вена
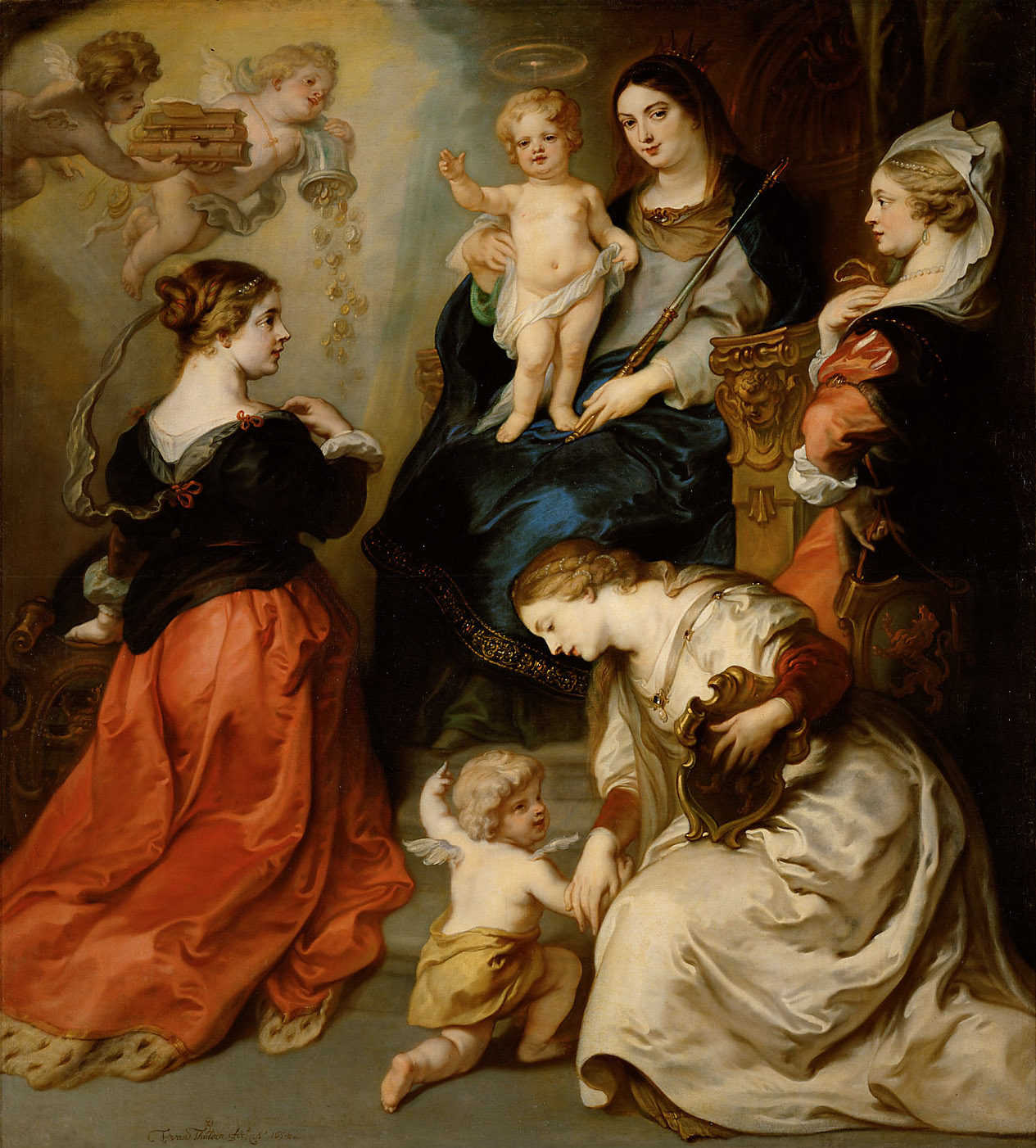
Провинции Брабант, Эно и Фландрия отдают дань уважения Деве Марии. 1654. Холст, масло. Музей истории искусств, Вена
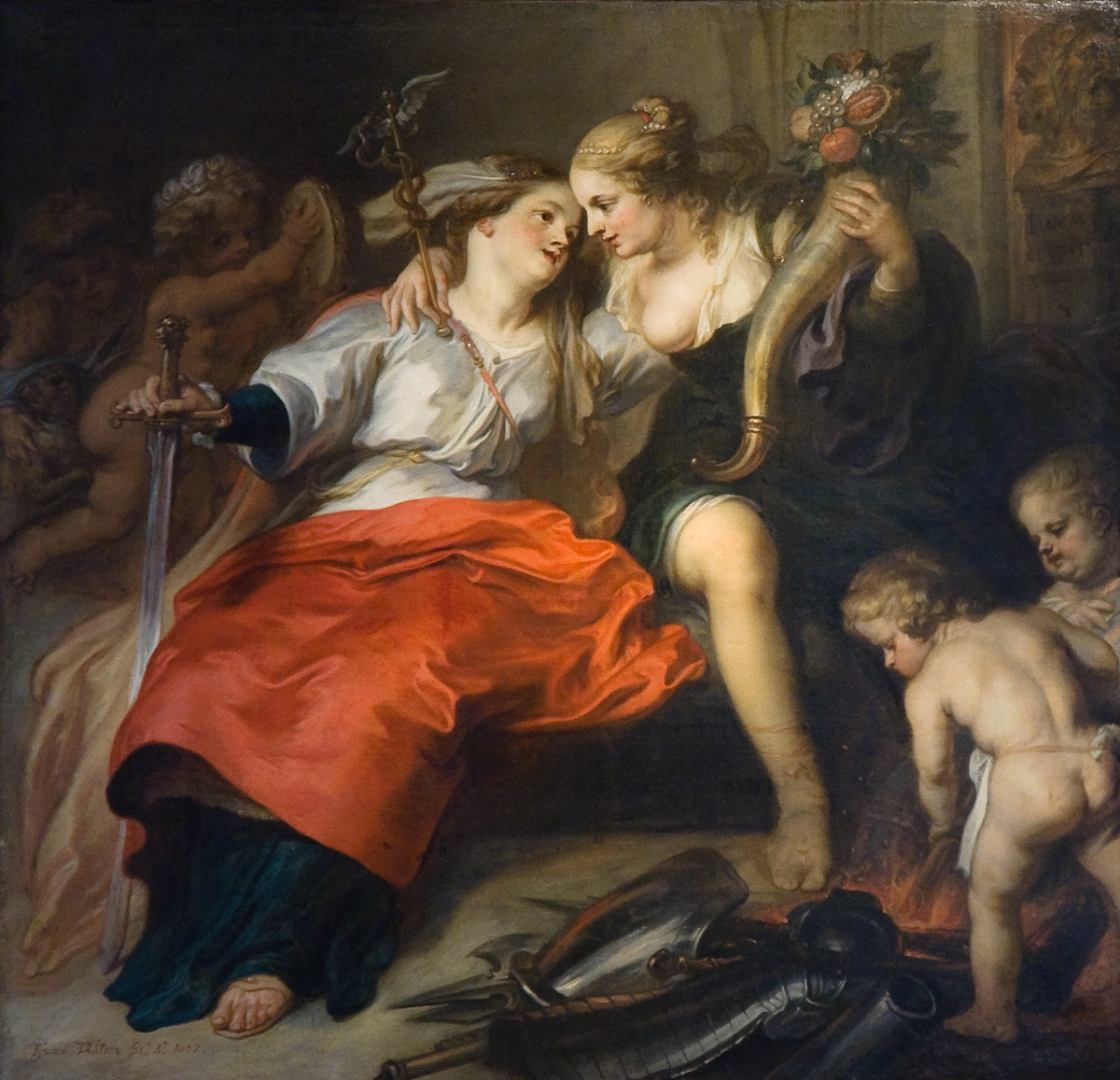
Аллегория возвращения мира. 1657. Холст, масло. Музей Северного Брабанта, Хертогенбос
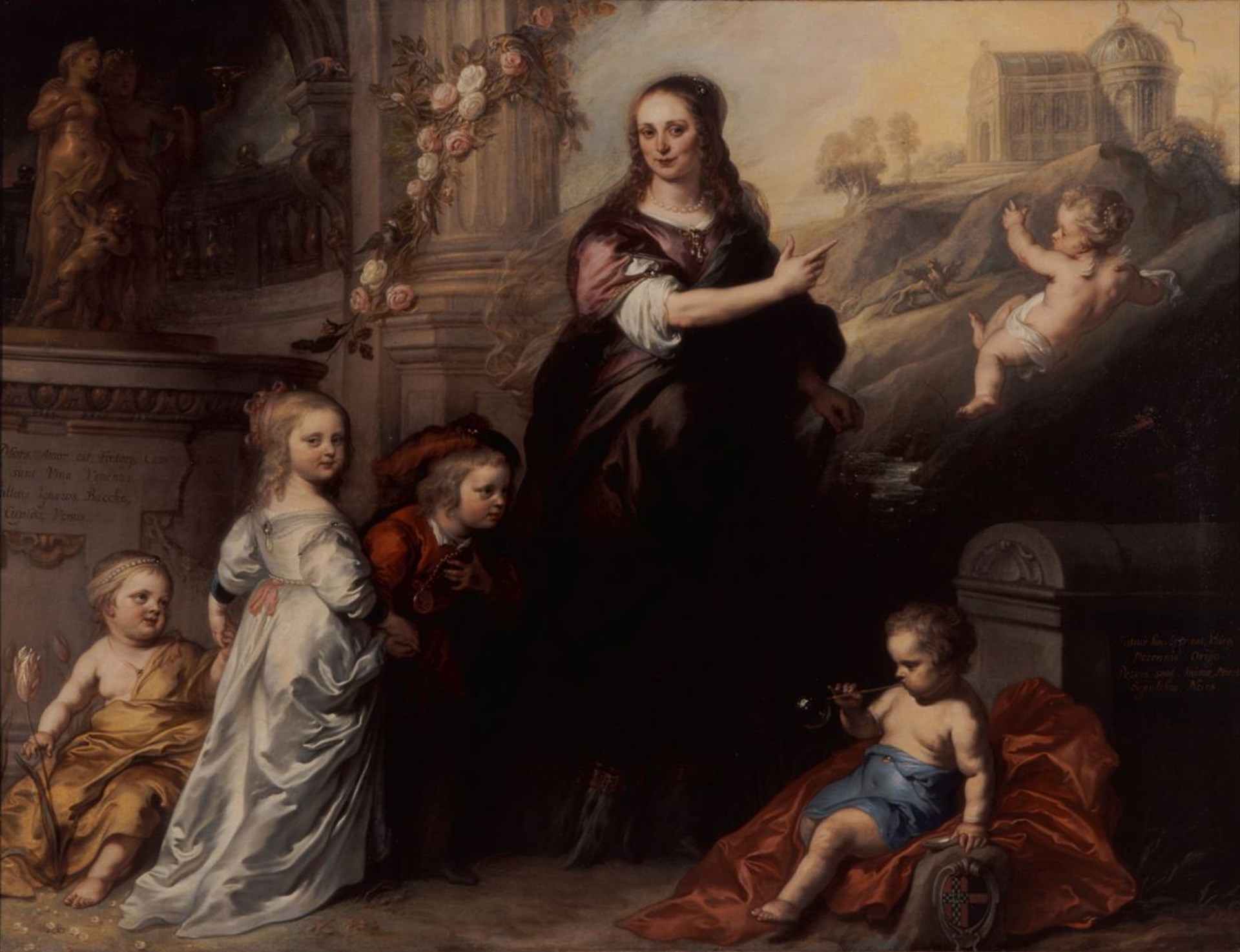
Портрет Жосины Копес-Шаде ван Веструм и её детей. Ок. 1651. Холст, масло. Музей Северного Брабанта, Хертогенбос
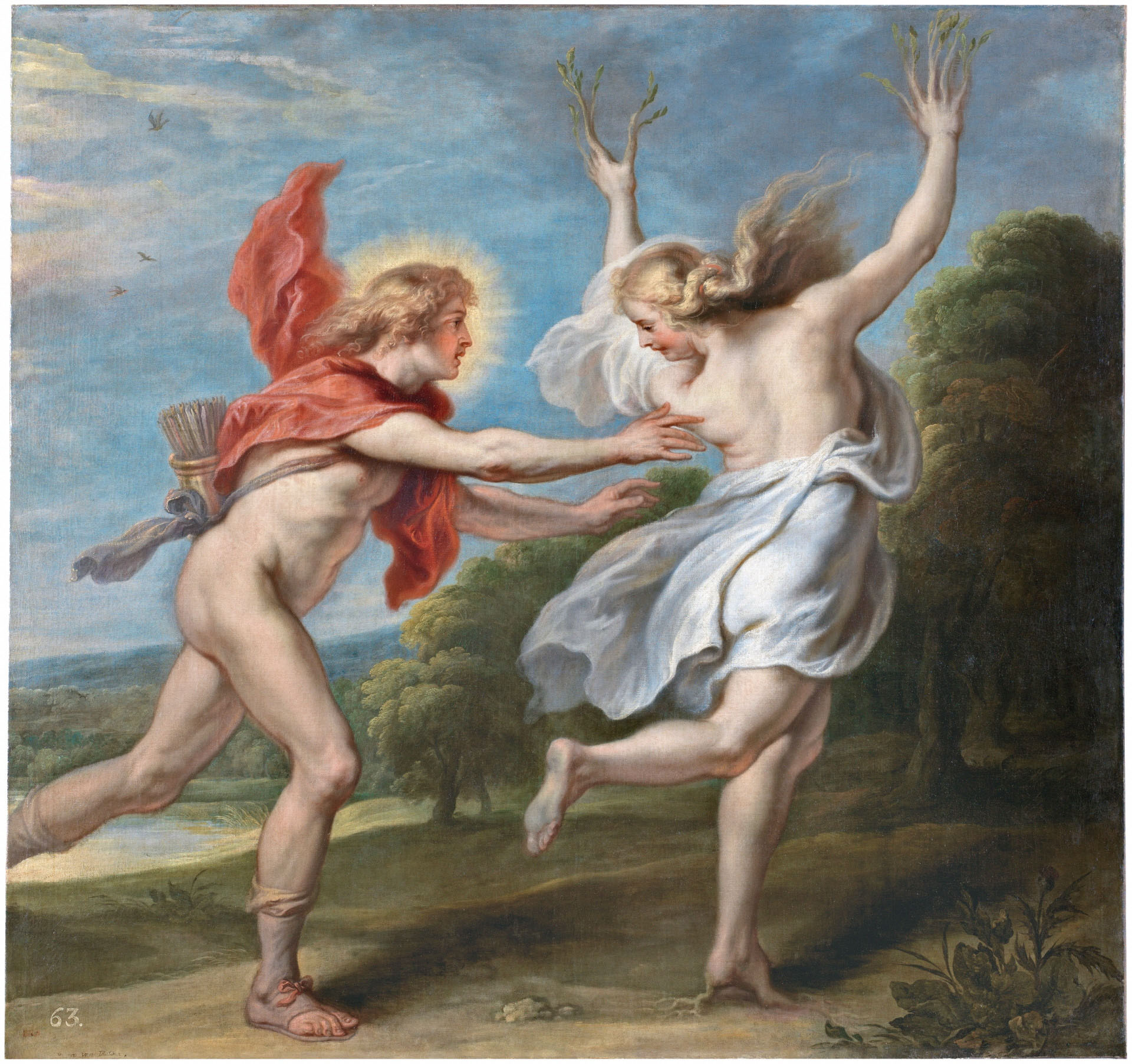
Аполлон, преследующий Дафну. Между 1636 и 1638. Холст, масло. Прадо, Мадрид
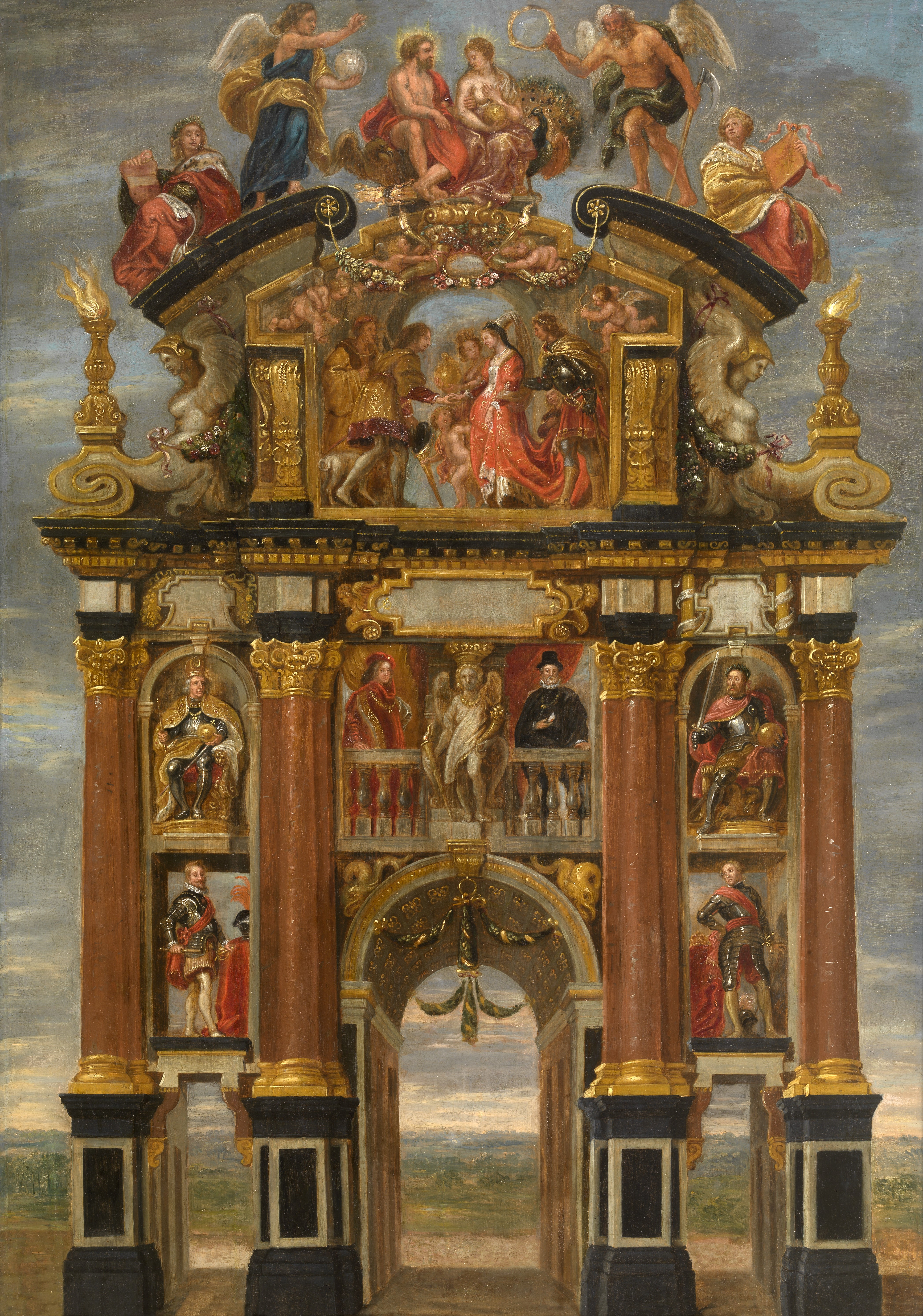
Триумфальная арка Филиппа IV. По рисунку П. П. Рубенса. Между 1635 и 1799. Дерево, масло. Королевский музей изящных искусств, Антверпен